# Heinrich von Bovenden
Heinrich von Bovenden (von Boventin) (* um 1300 auf Burg Bovenden; † Frühjahr 1359 in Preußen) war ein Ritter des Deutschen Ordens, der ab 1325 in Diensten des Ordens stand. Von 1334 bis Ende 1341 leitete er diverse Komtureien des Ordens, bevor er ab Januar 1342 bis September 1346 erstmals und von September 1351 bis März 1359 nochmals Großkomtur und damit Stellvertreter des Ordensmeisters war.

## Leben
Heinrich von Bovenden kam um 1300 als Sohn des Ritters Heinrich von und zu Bovenden zur Welt. Gemeinsam mit seinem jüngeren Bruder Johann von Bovenden urkundete Heinrich am 19. März 1322 und am 16. April 1323 in Nörten. Mit Zustimmung ihrer Verwandten aus der albertschen Linie von Bovenden verkauften die Brüder, deren Vater Heinrich bereits verstorben war, sechs Hufen und zwei Höfe an ihrem Stammsitz Bovenden; in der zweiten Urkunde nochmals zwei Hufen in Bovenden. Die 108 Mark, die sie dabei erlösten, benötigte Heinrich von Bovenden, um seine Ausrüstung für den Eintritt in den Deutschen Orden zu finanzieren. Er folgte dem Ruf seines Verwandten, Graf Otto von Lutterberg, der zwischen Dezember 1320 bis April 1331 Landkomtur zu Kulm war. Graf Otto der Ältere von Lutterberg war mit Jutta von Rosdorf, Tochter Ludwig II. von Rosdorf, verheiratet. Heinrich von Bovenden war dessen Neffe, sein verstorbener Vater dessen Cousin. Sowohl Heinrich senior als auch seine Söhne Heinrich und Johann von Bovenden führten als Seitenlinie das Wappen des Stammhauses von Rosdorf mit den beiden Schlüsseln, wie die erhaltenen Siegel an den zitierten Urkunden belegen.
Seine erste leitende Funktion im Orden übte Heinrich von Bovenden von Beginn 1334 bis Mai 1338 als Komtur zu Holland (Kreis Preußisch Holland) aus. Die Urkunden bezeichnen ihn als Henricus de Boventin. Nächste Station war die Komturei auf Burg Rehden im Kulmer Land, der Heinrich zwischen 20. Juni 1338 bis September 1340 vorstand. In einer Urkunde des Jahres 1340 ist sein Name als Heinrich von Bobenczene verschrieben.
Nächste Station auf dem Weg an die Spitze des Ordens war die Komturei zu Thorn. Hier residierte er vom 29. September 1340 bis Dezember 1341. In diese Zeit fallen die für den Orden wichtigen Verhandlungen zwischen dem damaligen Hochmeister Dietrich von Altenburg mit König Kasimir III. von Polen. Durch Dietrich von Altenburgs Tod im Oktober 1341 in Thorn stockten die Verhandlungen. Im Januar 1342 wählte das Ordenskapitel Ludolf König von Wattzau zum neuen Hochmeister und bestimmte Heinrich von Bovenden zum Großkomtur und Großgebietiger des Ordens; damit zum Stellvertreter des Hochmeisters. Er übte diese Funktion von Januar 1342 bis zum 29. September 1346 aus. („Fratre nostri in deo dilecti Henricus de Boventin magnus commendator“)
Als Großkomtur war Heinrich von Bovenden Minister des Innern und des Hauses Marienburg (Ordensburg). Er wohnte ständig in der hochmeisterlichen Hofburg, hielt sich in nächster Umgebung des Hochmeisters auf, war in alle Verhältnisse des Ordens eingeweiht und mit den Amtsgeschäften betraut. Bei Tod oder Abwesenheit des Hochmeisters fungierte er als dessen Stellvertreter und Statthalter, auch bis zur Meisterwahl. Als Großkomtur teilte sich Hermann von Bovenden mit dem Ordenstressler die Verwaltung und Oberaufsicht über den Ordensschatz. Als Aufseher über die Getreidevorräte und Magazine hatte er die Oberleitung des Handels, war Oberverwalter des Schiffswesens im Ordensstaat. Mit dem Ordensmarschall führte er die Oberaufsicht über sämtliche Ordensburgen. War der Ordensmarschall verhindert oder sein Amt nicht besetzt, leitete der Großkomtur auch das Kriegswesen und führte das Heer persönlich in den Krieg. Außerdem war er, neben dem nominellen, der eigentliche Komtur der Marienburg und hatte als solcher alle Geschäfte und Pflichten der Verwaltung des hochmeisterlichen Sitzes zu verantworten.
Gemeinsam mit dem neuen Hochmeister bereitete Heinrich von Bovenden in beharrlichen Verhandlungen, in die Papst Clemens VI. sowie die Bischöfe von Krakau, Meißen und Kulm involviert waren, den Friedensvertrag von Kalisch vor, dessen feierliche Unterzeichnung am 8. Juli 1343 erfolgte, und der dem Orden im Verhältnis zu Polen 66 lange Friedensjahre bescherte.
Die kriegerischen Auseinandersetzungen mit Litauen, in die Hochmeister Ludolf König von Wattzau den Orden führte, lösten im Jahr 1345 kriegerische Gegenmaßnahmen durch das Großfürstentum Litauen aus. Das Ordensgebiet Preußens wurde vom litauischen Heer stark verwüstet. Daraufhin trat der Hochmeister zurück. Auch Heinrich von Bovenden, der als Stellvertreter Mitverantwortung trug, trat zurück und übernahm die Komturei zu Graudenz von Oktober 1346 bis 10. September 1351, als Warteposition in der zweiten Reihe. Sein Nachfolger im Amt des Großkomturs wurde Winrich von Kniprode.
Zum neuen Hochmeister wurde 1346 Heinrich Dusemer gewählt. Als dieser 1351 krankheitsbedingt abdankte, folgte ihm sein Stellvertreter, der Großkomtur Winrich von Kniprode, als Hochmeister. Zu seinem Stellvertreter, damit erneut zum Großkomtur, berief dieser Heinrich von Bovenden, der ab dem 15. September 1351 bis März 1359 erneut amtierte. Gemeinsam mit dem neuen Hochmeister modernisierte er die Verwaltung des Ordensstaats, förderte mit teilweise König Kasimir abgeschauten Investitionen in die Infrastruktur die Wirtschaft des Ordens und baute eine eigene Handelsorganisation, in direkter Konkurrenz zur erfolgreichen Hanse, auf. Gemeinsam mit dem Hochmeister organisierte Hermann von Bovenden die sogenannten Preußenfahrten.  Im Frühjahr 1359 starb er. Sein Leichnam wurde auf der Marienburg beigesetzt. Sein Nachfolger als Großkomtur, Wolfram von Baldersheim, kam einige Monate später, 1360, ins Amt.

## Anmerkung
Die Schreibweise des Familiennamens von Bovenden differierte im Lauf der Zeit. Von Mitte des 14. bis Anfang des 15. Jahrhunderts schrieb sie sich „von Boventin“, wie Urkunden der Zeit belegen: In einer Urkunde 1344 „Guntherus. Henricus et Erenfridus fratres, filii Alberti de boventin militis“, (HStA Marburg, Kloster Lippoldsberg vom 22. Juli 1344 (A); sowie 1355 in einer Urkunde des Mainzer Erzbischofs: „We her albrecht von Boventin ridder, Hannes Reme, Gunther unde Henrik von Boventin, brodere“. (HStA Hannover, Cal.Or.16 Schr.31 Caps.8 Nr.4(A). Heinrich von Bovenden wurde in den Nörtener Urkunden „von Boventhen“ geschrieben, in den preußischen durchgängig „von Boventin“, außer bei der einmaligen Verschreibung zu „Bobenczene“.